# Vingeanne
Vingeanne – rzeka we Francji, przepływająca przez teren departamentu Górna Marna, o długości 93,3 km. Stanowi dopływ rzeki Saona i Rodan.